# Paolo Mancini (aristocratico)
Paolo Mancini (Roma, 1580 circa – Roma, 1635) è stato un nobile e militare italiano, fondatore dell'Accademia degli Umoristi.

## Biografia
Nato a Roma intorno al 1580 da una ricca famiglia patrizia, da Lorenzo Mancini, VII signore di Leprignana e Olimpia Massimo, seguì i corsi di umanità al Collegio Romano e si laureò in giurisprudenza a Perugia. 
Abbracciò la carriera delle armi e fu nominato comandante della cavalleria del cardinale Pietro Aldobrandini. Si distinse particolarmente nella campagna di Ferrara del 1598. Il 7 febbraio 1600 Mancini sposò Vittoria Capozzi, una giovane donna di antica famiglia. In occasione dei festeggiamenti per le nozze si riunì per la prima volta a palazzo Mancini il nucleo di quella che sarebbe divenuta l'Accademia degli Umoristi. Nel 1602 questa congregazione, che inizialmente si chiamava dei Begli Humori si diede il nome definitivo di Accademia degli Humoristi; l'ufficializzazione avvenne per il tramite di un atto firmato il 27 marzo 1608, sottoscritto da celebri letterati, come Alessandro Tassoni, Battista Guarini, Lelio Guidiccioni e molti altri. Palazzo Mancini, luogo di nascita della nuova accademia, ne divenne la sede. Dopo vent'anni di felice matrimonio Mancini perse la moglie. Il marito, che nutriva grandi sentimenti di pietà, prese quindi gli ordini sacri, rimanendo in casa con i figli Lorenzo e Francesco. 
Paolo Mancini morì a Roma nel 1635. L'Accademia degli Umoristi gli sopravvisse e prosperò fino al 1670. Papa Clemente XI, che vi era stato ammesso in gioventù, volle restaurarla nel 1717 e ne nominò principe Alessandro Albani, futuro cardinale; ma gli sforzi del pontefice riuscirono solo a restituire a questa società un'esistenza effimera.